# 福岡県道719号田主丸停車場石垣線
福岡県道719号田主丸停車場石垣線（ふくおかけんどう719ごう たぬしまるていしゃじょういしがきせん）は、福岡県久留米市を通る一般県道である。

## 概要

### 路線データ
- 起点：久留米市田主丸町田主丸（久大本線 田主丸駅付近、福岡県道729号田主丸停車場線起点）
- 終点：久留米市田主丸町石垣（福岡県道151号浮羽草野久留米線交点）

## 地理

### 通過する自治体
- 久留米市

### 交差する道路
| 交差する道路                  | 交差する場所   | 交差する場所                 |
| ----------------------------- | -------------- | ---------------------------- |
| 福岡県道729号田主丸停車場線   | 田主丸町田主丸 | 久大本線 田主丸駅付近 / 起点 |
| 福岡県道151号浮羽草野久留米線 | 田主丸町石垣   | 終点                         |

### 交差する鉄道
- 久大本線

### 沿線
- JR九州久大本線 田主丸駅